# يور ديسكو نيدز يو
«يور ديسكو نيدز يو» (بالإنجليزية: Your Disco Needs You)‏ أو «ملهاكم يحتاجكم» هي أغنية للفنانة الأسترالية كايلي مينوغ، من ألبومها السابع لايت ييرز (2000). الأغنية من تأليف مينوغ، وغاي تشامبرز وروبي ويليامز ومن إنتاج تشامبرز وستيف باورز. من ناجية الموسيقى، فهي أغنية ديسكو تقليدية، وتتحدث الكلمات عن قوة موسيقى الديسكو. وصلت الأغنية إلى الأربعين الأوائل في أستراليا وسويسرا وألمانيا. كان يحظى بشعبية كبيرة باعتباره المسار الألبوم، لم تصدر الأغنية كمنفردة في المملكة المتحدة، ولكن وصلت للمركز 152 على أساس المبيعات الاستيراد. وقد أدت مينوغ أيضا الأغنية على معظم جولاتها من عام 2000 فصاعدا، بما في ذلك جولة اون أ نايت لايك ذيس، شوغيرل: غريتيست هيتس، كايلي إكس 2008، جولة فور يو فور مي، جولة كيس مي ونس، وكان آخرها في جولة كايلي سامر 2015.